# Kaliumdiformiaat
Kaliumdiformiaat (meestal afgekort tot PDF, van het Engelse potassium diformate), ook wel kaliumdiformaat genoemd, is een complex van mierenzuur en kaliumformiaat.

## Toepassingen
Het wordt gebruikt als voederadditief voor varkens en biggen als groeibevorderend middel. De merknaam is Formi-LHS. Het is een product van Hydro Formates, een dochteronderneming van Norsk Hydro, maar het werd in 2002 verkocht aan BASF.
Het gebruik van kaliumdiformiaat leidt tot hogere voeropname, betere groei en hoger gewicht van de varkens. Dit effect zou, ten minste gedeeltelijk, het gevolg zijn van een antimicrobiële werking van kaliumdiformaat: het vermindert de populatie van coliforme bacteriën, in het bijzonder Escherichia coli, in het maag-darmkanaal. Door de vermindering van die microbiële populatie kan er meer energie uit het voer gaan naar de groei van het dier. Tevens kan kaliumdiformaat de salmonellaconcentratie in besmette voeders verlagen.

## Regelgeving
De Europese Commissie heeft kaliumdiformiaat toegelaten als voeradditief. De toegelaten concentratie in het mengvoeder is 6 tot 18 g/kg bij biggen (tot ca. 2 maanden) en 6 tot 12 g/kg bij mestvarkens. Bij deze concentraties wordt het product als veilig beschouwd, zowel voor het dier zelf als voor de consument. De kwaliteit van het vlees wordt er niet door beïnvloed.

## Toxicologie en veiligheid
Kaliumdiformiaat is irriterend voor de ogen en kan ernstige oogschade veroorzaken.